# MILF-порнографія

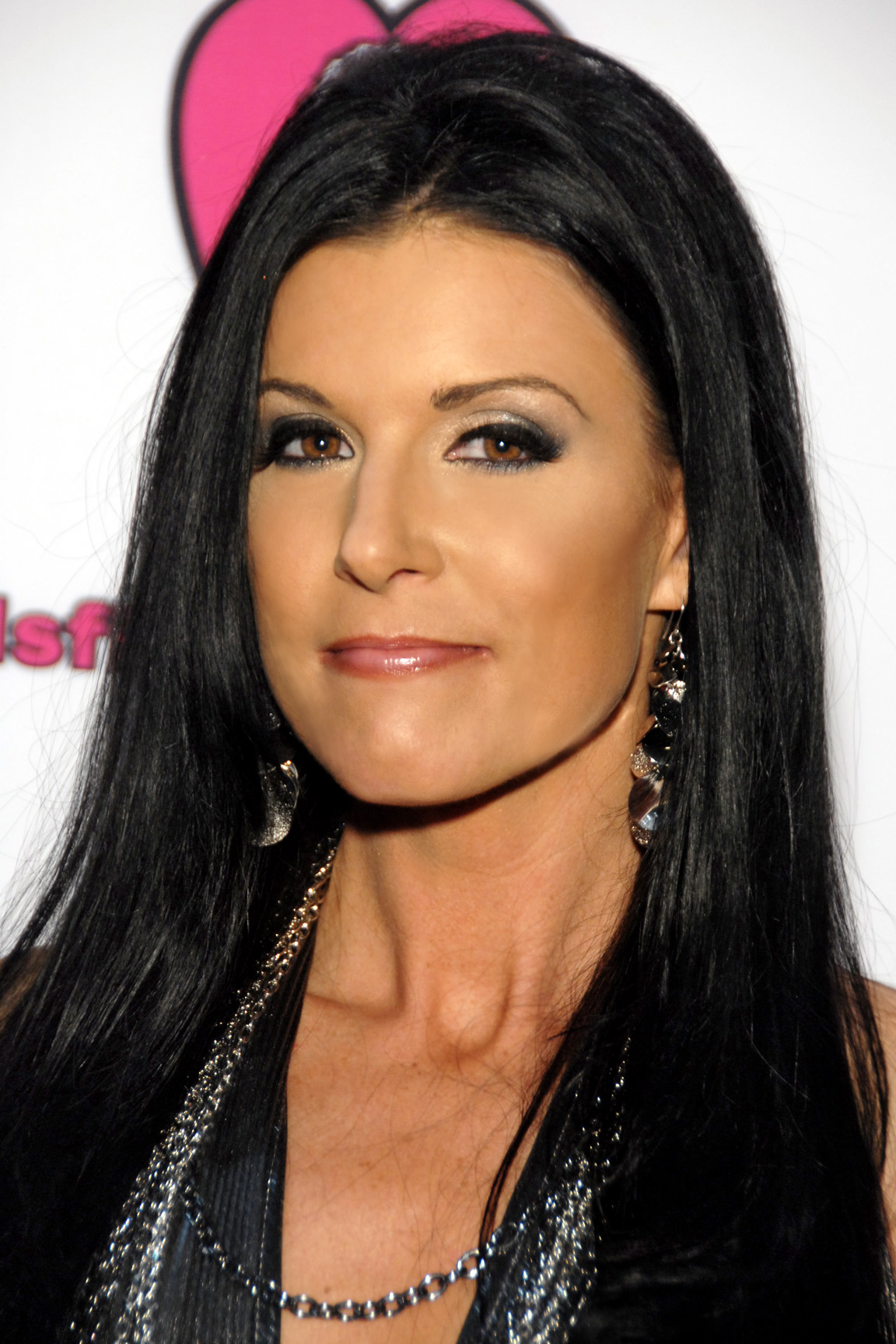
Індія Саммер на AVN Expo, Лас-Вегас, Невада, 6 січня 2011 року

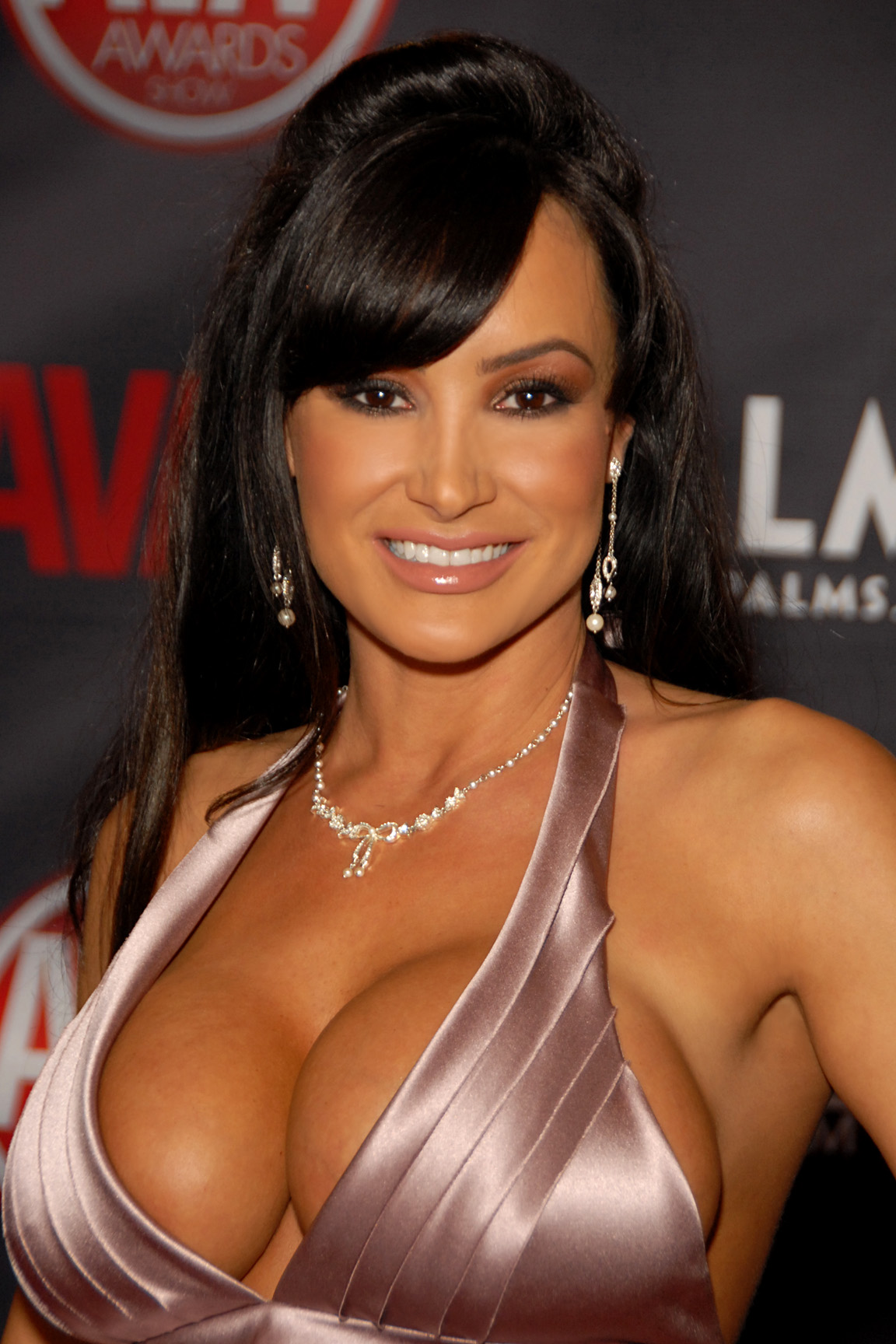
Ліза Енн на AVN Awards в Palms Casino Resort, Лас-Вегас, Невада, 9 січня 2010 року

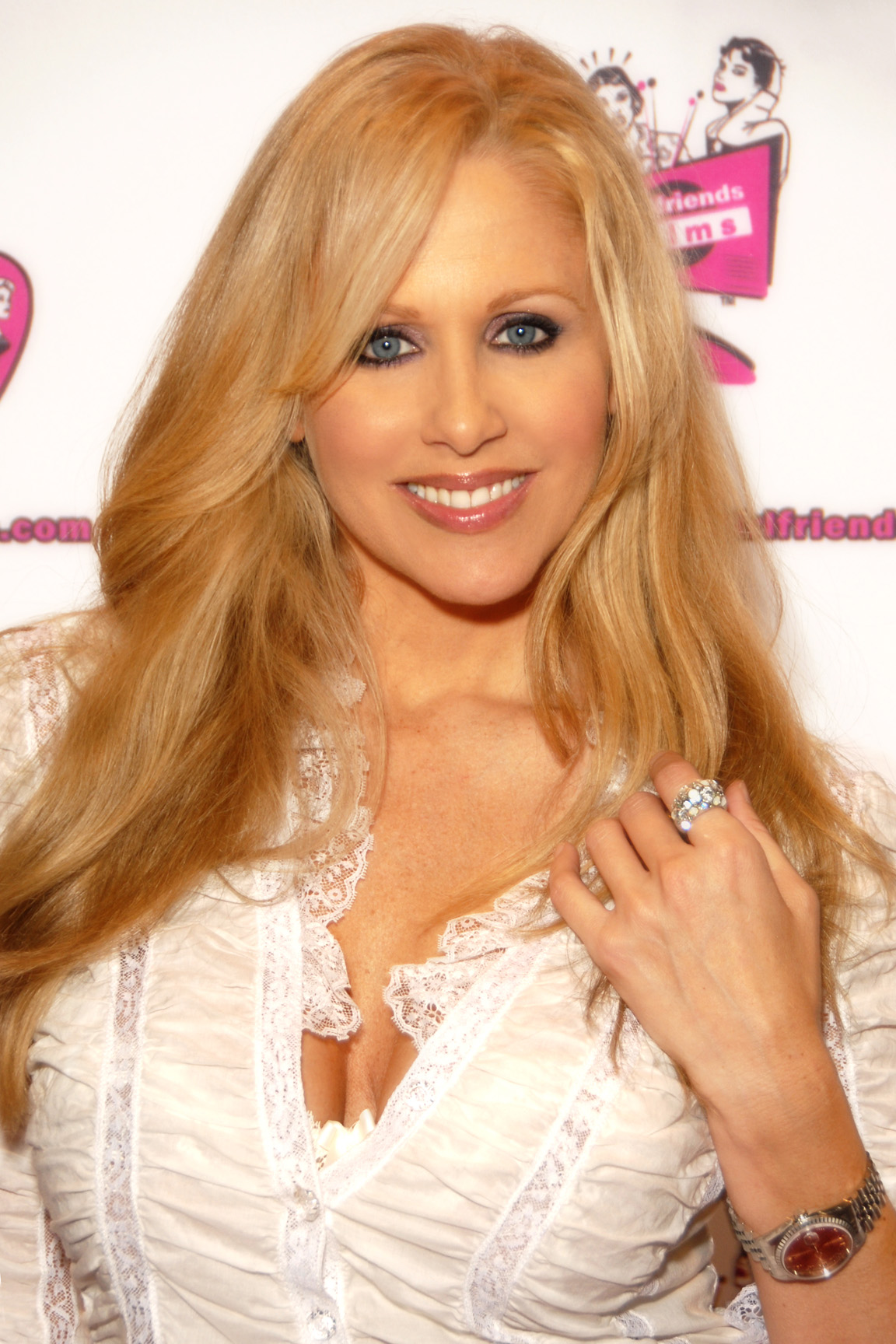
Джулія Енн на AVN Expo, Лас-Вегас, 2010 рік

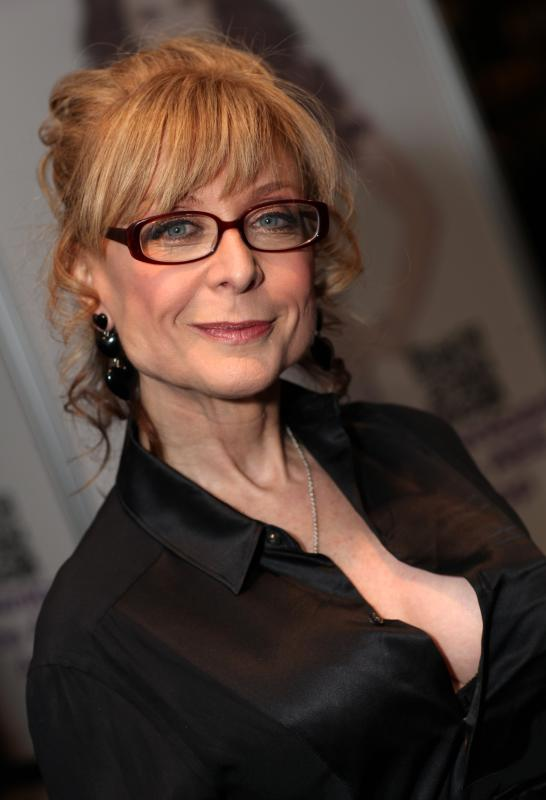
Ніна Хартлі на AVN Awards в Hard Rock Hotel and Casino, Лас-Вегас, Невада, 19 січня 2013 року

MILF-порнографія (від англ. Mother I'd Like/Love to Fuck) — жанр порнографії, в якому акторками зазвичай є жінки у віці від 30 до 50 років, хоча багато акторок почали зніматися в цьому типі порнофільмів у віці 25 років. Центральне місце типового MILF-наративу займає рольова гра досвідчених зрілих жінок і молодих коханців, як чоловіків, так і жінок. Споріднений термін — англ. cougar («пума»), що припускає, що жінка (зазвичай набагато старша за чоловіка), є «хижачкою», «полює» на чоловіків.

## Опис
Для акторок, які працюють у жанрі MILF, існує безліч галузевих нагород, найбільш відомі та престижні з яких — XRCO Award «MILF-акторка року», премія AVN MILF/Cougar-виконавиці року і Urban X Award «кращий MILF виконавець». В Японії Adult Broadcasting Awards вручає премію в номінації «краща зріла акторка».
У Великій Британії використовується термін англ. yummy mummy. Оксфордський словник визначає його як «приваблива і стильна молода мати».

## Історія
Вперше термін MILF був зареєстрований в Інтернеті у ньюс-групах в 1990-х роках. Найраніша відома онлайн-згадка — публікація 1995 року в Usenet про Playboy, що зображує привабливих матерів. Потім термін був популяризований фільмом «Американський пиріг» 1999 року, в якому згадується персонаж Дженніфер Кулідж, «мама Стіфлера».

## У популярній культурі
Термін був популяризований фільмом «Американський пиріг» 1999 року. Актор Джон Чо вперше вимовив це слово, звертаючись до героїні Дженніфер Кулідж — «мами Стіфлера».

## Відомі виконавці
| Виконавець     | Премія(-і)                                                                       | Період           | Номінації | Перемоги |
| -------------- | -------------------------------------------------------------------------------- | ---------------- | --------- | -------- |
| Бренді Лав     | NightMoves Award, XBIZ Award                                                     | 2013-2018        | 9         | 2        |
| Франческа Лі   | NightMoves, XRCO                                                                 | 2008-2018        | 19        | 2        |
| Індія Саммер   | AVN, XRCO, XBIZ                                                                  | 2010-2018        | 17        | 6        |
| Джулія Енн     | AVN, Nightmoves, XBIZ, XRCO                                                      | 2009-2015        |           | 8        |
| Кендра Ласт    | AVN, XBIZ                                                                        | 2013-2016        | 4         | 2        |
| Ліза Енн       | AVN, Exxxotica Fanny Award, F. A. M. E., Nightmoves, Urban X Award, XBIZ, XFANZ, | 2009-2014, 2018- |           | 11       |
| Ніна Хартлі    | XBIZ                                                                             | 2013             |           | 1        |
| Рейвінесс      | AVN, XRCO                                                                        | 2006-2011        | 4         |          |
| Таня Тейт      | AVN, Фанні, Nightmoves, XRCO, XBIZ, SHAFTA Award                                 | 2010-2015        | 15        | 10       |
| Вероніка Авлав | AVN, XBIZ, XRCO,                                                                 | 2012-2015        | 9         | 1        |

(Data taken from Awards sections of individual articles)